# Charlie Hofheimer
Charlie Hofheimer (* 17. April 1981 in Brooklyn, New York City) ist ein US-amerikanischer Film- und Theaterschauspieler.

## Leben
Hofheimer steht seit seinem 13. Lebensjahr vor der Kamera und hat sowohl in Fernseh- und Kinofilmen als auch in Fernsehserien mitgewirkt. Bekanntheit erlangte er unter anderem durch seine Rolle in Ivan Reitmans Filmkomödie Ein Vater zuviel, auch bekleidete er eine Nebenrolle in dem Oscar-prämierten Kriegsdrama Black Hawk Down (2001). Im Kino war er zuletzt mit kleinen in Rollen in The Village – Das Dorf (2004) sowie dem Drama Autopilot (2010) vertreten.
Im Fernsehen spielte er Gastrollen in zahlreichen Fernsehserien, darunter Law & Order, Law & Order: New York, CSI: New York, Navy CIS und NUMB3RS. Ab 2010 übernahm er in der preisgekrönten US-amerikanischen Fernsehserie Mad Men die wiederkehrende Nebenrolle des Abe Drexler, Liebhaber einer der Hauptfiguren, der Werbetexterin Peggy Olson (dargestellt von Elisabeth Moss). Auch in der Serie 24: Legacy war er zu sehen.
Parallel zu seiner Arbeit im Film und Fernsehen übernahm Hofheimer Theaterrollen, unter anderem auch am New Yorker Broadway.